# Curtis Staples
Curtis Staples (Roanoke, 14 luglio 1976) è un ex cestista statunitense, professionista nella NBDL e in Italia.

## Carriera
Con gli Stati Uniti ha disputato le Universiadi di Sicilia 1997.

## Palmarès
- McDonald's All-American Game (1994)